# 普巴绒乡
普巴绒乡（藏語：ཕུགས་པ་ཡུལ་ཚོ，威利转写：phugs pa yul tsho），是中华人民共和国四川省甘孜藏族自治州雅江县下辖的一个乡镇级行政单位。

## 行政区划
普巴绒乡下辖以下地区：
甲德村、亚中村、普古村、日孜村和索衣村。